# Anacamptodes gemella
Anacamptodes gemella är en fjärilsart som beskrevs av Frederick H. Rindge 1966. Anacamptodes gemella ingår i släktet Anacamptodes och familjen mätare. Inga underarter finns listade i Catalogue of Life.